# Апотомины
Апотомины (лат. Apotominae) — подсемейство жужелиц (Carabidae), включающее единственный род Apotomus.

## Описание
Мелкие и среднего размера (3 — 5 мм), узкотелые жуки, основная окраска от коричневатого до черного. Поверхность тела плотно пунктировано и довольно матовая. Голова маленькая, переднеспинка почти округлённая сверху, сильно суженная назад, так что они имеют нечто похожее на заметный «стебель» между переднеспинкой и надкрыльями, которые имеют глубокие точечные полосы.
В мировой фауне 22 вида, в Европе 6 видов. Встречаются в Африке, Азии (в Китае и на Ближнем Востоке), в южной Европе и на Кавказе, а также в Австралии и Бразилии.

## Классификация
Apotomus Illiger, 1807
- Apotomus adanensis
- Apotomus angusticollis
- Apotomus atripennis (Китай)[3][5]
- Apotomus australis
- Apotomus chaudoirii
- Apotomus clypeonitens
  - Apotomus clypeonitens adanensis
    - = A. bithynicus

  - Apotomus clypeonitens clypeonitens
    - = A. maroccanus
- Apotomus heinzi
- Apotomus hirsutulus
- Apotomus latigena
- Apotomus minor
- Apotomus qiongshanensis
- Apotomus reichardti Erwin, 1980 (Бразилия)[2]
- Apotomus rufithorax
- Apotomus rufus typus
  - = A. castaneus
- Apotomus syriacus
- Apotomus testaceus
- Apotomus velox